# Ernst Windisch
Ernst Wilhelm Oskar Windisch (ur. 4 września 1844 w Dreźnie, zm. 30 października 1918 tamże) – niemiecki językoznawca, sanskrytolog i celtolog. Uważany za czołowego indoeuropeistę swojej epoki. Rówieśnik Fryderyka Nietzschego, w młodości był jego przyjacielem.

## Dzieła
- Compendium of Irish Grammar
- Zwölf Hymnen des Rigveda, mit Sayana's commentar (1883)
- Irische Texte, 4 vols. (1880-1909) wraz z Whitley Stokes
- Iti-Vuttaka, editor
- Festschrift (1914)
- Kleine Schriften (2001) wydane przez Karin Steiner i Jörg Gengnagel